# Vorarlberger Riebelmais
Vorarlberger Riebelmais ist ein seit 350 Jahren traditionell angebauter und weitergezüchteter weißer Hartmais (Zea mays var. indurata), der im geografischen Gebiet Vorarlberg regional vermehrt wird und fast ausschließlich der Eigenversorgung dient. Die Bezeichnung „Vorarlberger Riebelmais“ fasst zahlreiche ursprüngliche Sorten zu einer Landsorte zusammen. Auf Schweizer Seite wird das Produkt als Rheintaler Ribelmais bezeichnet.

## Geschichte

### Riebelmaisanbau in Vorarlberg
Riebelmais wird seit dem 17. Jahrhundert im gesamten Vorarlberger Rheintal und Schweizer Rheintal, vorwiegend in den dortigen Talschaften, angebaut. Der Riebelmais dürfte daher der älteste Lebensmittelmais nördlich der Alpen sein.
In das Rheintal gelangte er vermutlich aus Italien. Es wird angenommen, dass frühreife Maissorten sich erfolgreicher anbauen ließen und daher weitervermehrt wurden.
Im Jahr 1650 wird er in Balgach, auf der schweizerischen Seite des Rheintales auf der Höhe von Dornbirn, unter den Einkünften des dortigen Pfarrers erwähnt. 1682 gaben in Hohenems (Bezirk Dornbirn) mehrere Bauern „tirckhisch Korn“ als Zehnt.
Sein Anteil wuchs rasch und etwa um 1800 hatte der Mais das wichtigste traditionelle Getreide Vorarlbergs, den Dinkel, bereits überflügelt.

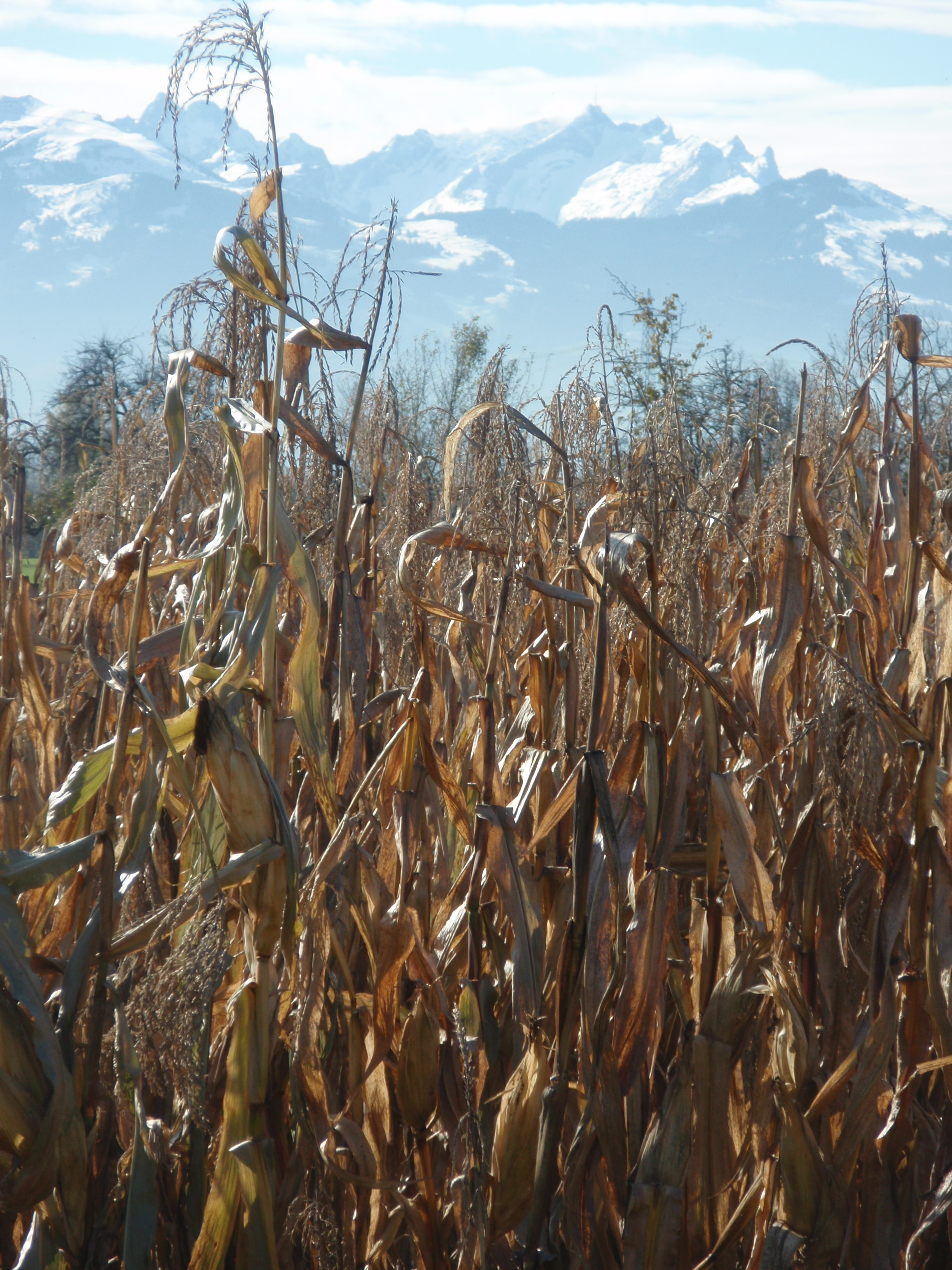
Riebelmaisfeld im Vorarlberger Rheintal kurz vor der Ernte

Der Riebelmais galt als „Brot des Rheintals“ und entwickelte sich rasch zur Ernährungsgrundlage der bäuerlichen Bevölkerung. Er wurde im 19. Jahrhundert fast ausschließlich zum Zweck der Eigenversorgung angebaut. Darüber hinaus war er auch ein Tauschprodukt für Milch, Butter und Käse. Das Jahr 1869 gilt mit einer Anbaufläche von 1832 Hektar (3071 Joch) – mit Schwerpunkt im Bezirk Dornbirn – als Höhepunkt des Riebelanbaus.
Mit der Eröffnung der Arlbergbahn im Jahre 1884 und dem Bau eines Lagerhauses in Feldkirch gelangte vermehrt Getreide aus dem östlichen Österreich und aus Ungarn durch den Arlbergtunnel nach Vorarlberg. Weizen wurde daraufhin billiger, der Brotkonsum stieg und der Maisanbau wurde so sukzessive zurückgedrängt.
Der Maisanbau verlangte im Gegensatz zu anderen Getreidesorten viel Handarbeit. So erfolgten Anbau, Ernte sowie das Entfernen der Hüllblätter und Abrebeln der Maiskörner bis in die 1950er Jahre manuell.

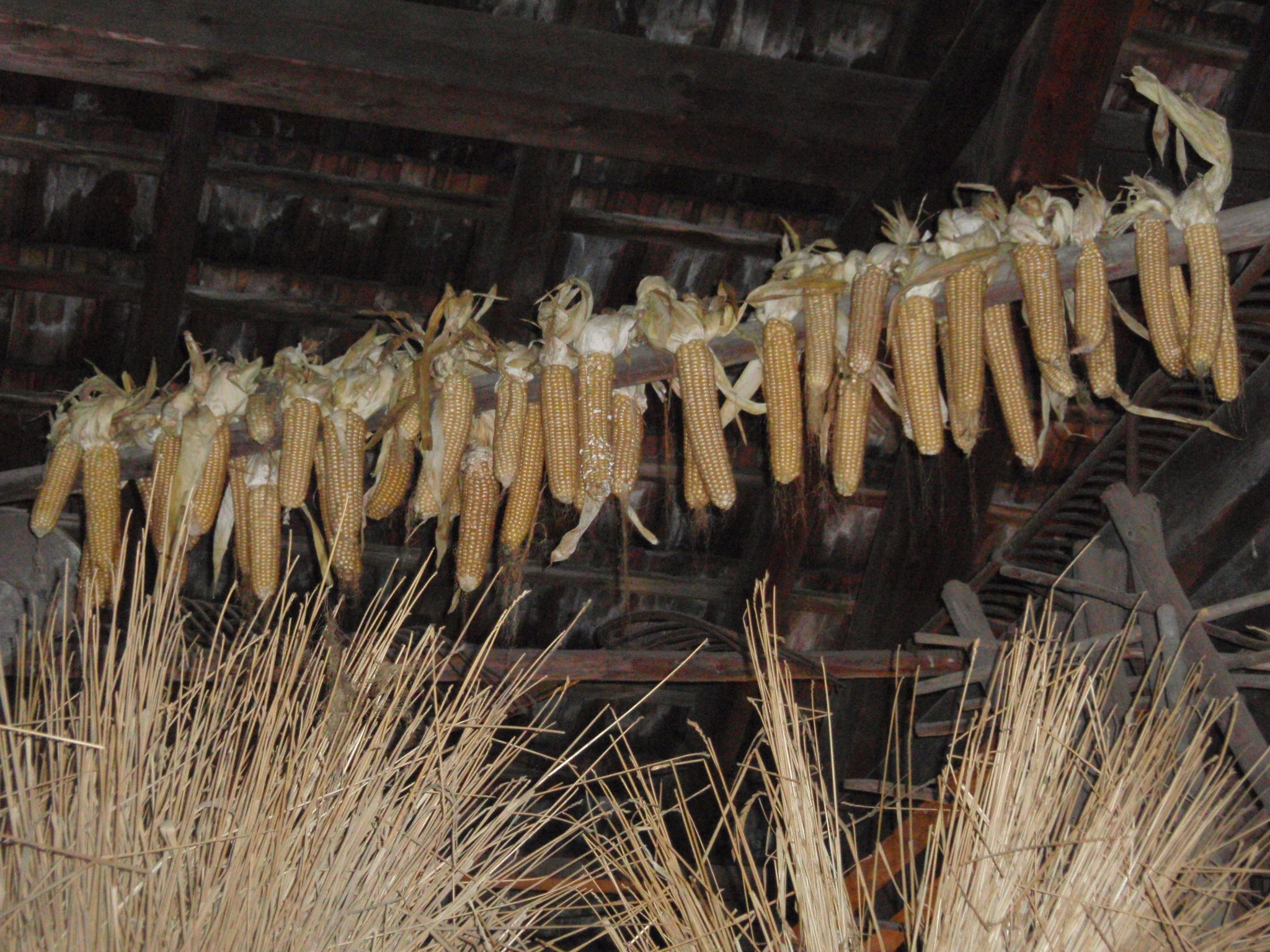
Traditionell werden die Maiskolben unter dem Vordach zum Trocknen aufgehängt

Ab dem 20. Jahrhundert wurde Riebelmais auch verstärkt als Grün- und Silomais für Futterzwecke angebaut. Der Riebelmaisanbau für die Selbstversorgung rückte nach und nach in den Hintergrund.
Die letzte Blüte erlebte der Riebelmais in Vorarlberg nach dem Zweiten Weltkrieg. Er lieferte auf kleinen Flächen hohe Erträge zur Selbstversorgung. Die Öffnung der Zonengrenzen im besetzten Österreich mit dem Österreichischen Staatsvertrag von 1955, bessere Verfügbarkeit von Getreide aus Ostösterreich, billigere Weizenimporte (USA) und das Auftauchen ertragsstärkerer amerikanischer Hybridmaissorten verdrängten den Riebelmais von den Feldern.
1947 wurden in Vorarlberg noch circa 600 Hektar Riebelmais angebaut, 1960 waren es 160 Hektar und 1966 nur mehr 48 Hektar. 2005 wurde in Vorarlberg Riebelmais nur noch auf circa 30 Kleinflächen angebaut.
Viele Vorarlberger Haushalte züchteten über Jahrhunderte den Riebelmais aus eigenen Samen weiter, sodass es heute in Vorarlberg noch zahlreiche verschiedene Originalherkünfte von Riebelmais gibt.
Heute ist der weitere Anbau für die Erhaltung der Vorarlberger Landsorten von großer Bedeutung. Aus diesem Grund startete 2005 im Auftrag der Vorarlberger Landesregierung das Projekt „Riebelmais in Vorarlberg“. Im Rahmen des Projektes wurde Saatgut unterschiedlicher Herkünfte gesichtet und genetisch auf Verwandtschaft untersucht. Ziel war es, die alte Landsorte zu sichern und den Anbau von echtem Vorarlberger Riebelmais wieder auszuweiten und somit den echten Riebel-Maisgrieß als regionales Produkt wieder in den Handel zu bringen.
Im Jahre 2006 wurde auf einer Fläche von 50 Quadratmetern verschiedene Herkünfte aus einem „Landsorten-Pool“ zur Landsorte „Vorarlberger Riebelmais“ durch Richard Dietrich gekreuzt. Bis 2009 wurde ausgehend von diesem Saatgut die Anbaufläche durch ihn schrittweise auf 33.000 Quadratmeter ausgeweitet.
Im Februar 2008 wurde, im Rahmen der Initiative der Fachgruppen Gastronomie und Hotellerie „Vorarlberg isst…“, eine Aktion unter dem Motto „Vorarlberg isst…Riebel anders“ gestartet und der Riebelmais wurde vermehrt in der Gastronomie angeboten.
2008 fand in Wolfurt (Bezirk Bregenz) der 1. Ländle Riebel-Feldtag statt, um Erfahrungen bezüglich Anbau und Vermarktung auszutauschen.
Auch in der benachbarten Schweiz (Rheintal) wird Riebelmais („Ribelmais“) vermehrt angepflanzt. Im schweizerischen Rheintal wurde der „Rheintaler Ribelmais“ im Jahr 2000 als AOC-Produkt (Produkt mit geschützter Ursprungsbezeichnung) ausgewiesen. Im schweizerischen Rheintal wird die Sorte als Ribel, in Vorarlberger Rheintals als Riebel bezeichnet.
2009 wurde der Vorarlberger Riebelmais von Slow Food Österreich in die „Arche des Geschmacks“ aufgenommen.

## Riebelmais in der regionalen Küche
Als regionale Spezialität wird Riebelmaisgrieß in gesalzener Milch aufgekocht und anschließend mit Butter(schmalz) abgeröstet. Diese so entstehende Breispeise nennt man „Riebel“, da der Maisbrei durch das anschließende Rösten in der Pfanne unter ständigem stochern (das „riebeln“) entsteht. Ursprünglich wurde für die Bereitung von „Riebel“ auch Hafermehl verwendet, das jedoch mit der Einführung des Maisanbaus von Maismehl verdrängt wurde.
In Form von Riebel war Milch über viele Tage haltbar. Durch das Aufkochen von Maisgrieß zusammen mit Milch entsteht ein Gel, das eine mikrobielle Infektion durch Milchsäure verzögert, was vor allem für die Vorratshaltung der Milch auf den Almen bedeutend war. Riebel galt als Mahlzeit armer Leute und bäuerlicher Familien und wurde vorwiegend zum Frühstück zusammen mit Kaffee oder Milch verzehrt.
Bis in die 1960er Jahre wurde dann der Riebel hauptsächlich aus Riebelmais hergestellt. Mit zunehmendem Wohlstand und Aufgabe der Eigenproduktion gewann der Weizengrieß an Boden und wird heute typischerweise zur Hälfte zugemischt. Noch heute gilt der Riebel als eine in Vorarlberg, Liechtenstein und der Ostschweiz geschätzte und beliebte Speise.

## Anbaugebiet
Die Hauptanbaugebiete für Riebelmais liegen im Rheintal zwischen Bregenz und Feldkirch. Einzelne Kleinflächen finden sich auch im Walgau und den angrenzenden Hanggemeinden im Vorder- und Mittel-Bregenzerwald sowie im Leiblachtal.
Die Hauptanbauflächen für Vorarlberger Riebelmais liegen im Vorarlberger Rheintal zwischen 412 und 500 Meter Seehöhe. Weiters wird Riebelmais auch auf Hängen des Rheintales und in den angrenzenden Tälern angebaut.

### Klima
Im Anbaugebiet überwiegt mildes und atlantisches Klima. Charakteristisch für das Klima Vorarlbergs ist der Föhn, der vor allem durch Walgau und Rheintal zieht. Dieser verdrängt oft schlechte Witterung. Die wärmsten Regionen sind das Rheintal und das Bodenseegebiet.
Das Anbaugebiet zeigt Jahresmittel von 8 bis 10 Grad Celsius. Die Temperaturen im Anbaugebiet werden im Wesentlichen durch den Bodensee bestimmt. Vorarlberg zählt zu den niederschlagsreichsten Regionen Österreichs.

### Bodenverhältnisse
Die Böden sind vielfältig und variieren zwischen Pseudogley- und Gleyböden sowie Böden auf Karbonatgestein, kalkhaltige Braunerde und braunlehmartige Böden aus Mergel.

## Riebelmais
Mais (Zea mays) ist eine Pflanzenart aus der Familie der Süßgräser (Poaceae).
Vorarlberger Riebelmais wird auch „Türgga“ genannt, da er bei seinem ersten Auftreten angeblich von den Türken (aus dem osmanischen Reich) stammen sollte. Er ist ein in Vorarlberger Talschaften traditionell angebauter und weitergezüchteter Hartmais (Rundmais), der sich durch die weiße Farbe des Mehlkörpers (Endosperm) auszeichnet. Andere Kornfarben (zum Beispiel rote oder gelbe Körnerfarbe) bilden die Ausnahme.
Sein Geschmack ist typisch süßlich.

### Sorten
„Vorarlberger Riebelmais“ ist eine Sorte, die aus dem Sortenpool von alten Landsorten zum Beispiel Weißer Rheintaler, Weißer Vorarlberger Frühmais, Unterländer, weißer Rheintalmais, Nenzinger Frühmais, Kematener, Weißer Vorarlberger und Gelber Vorarlberger abstammt.
Bisher konnten insgesamt rund 40 Riebelmaisherkünfte aus Vorarlberg gefunden werden.

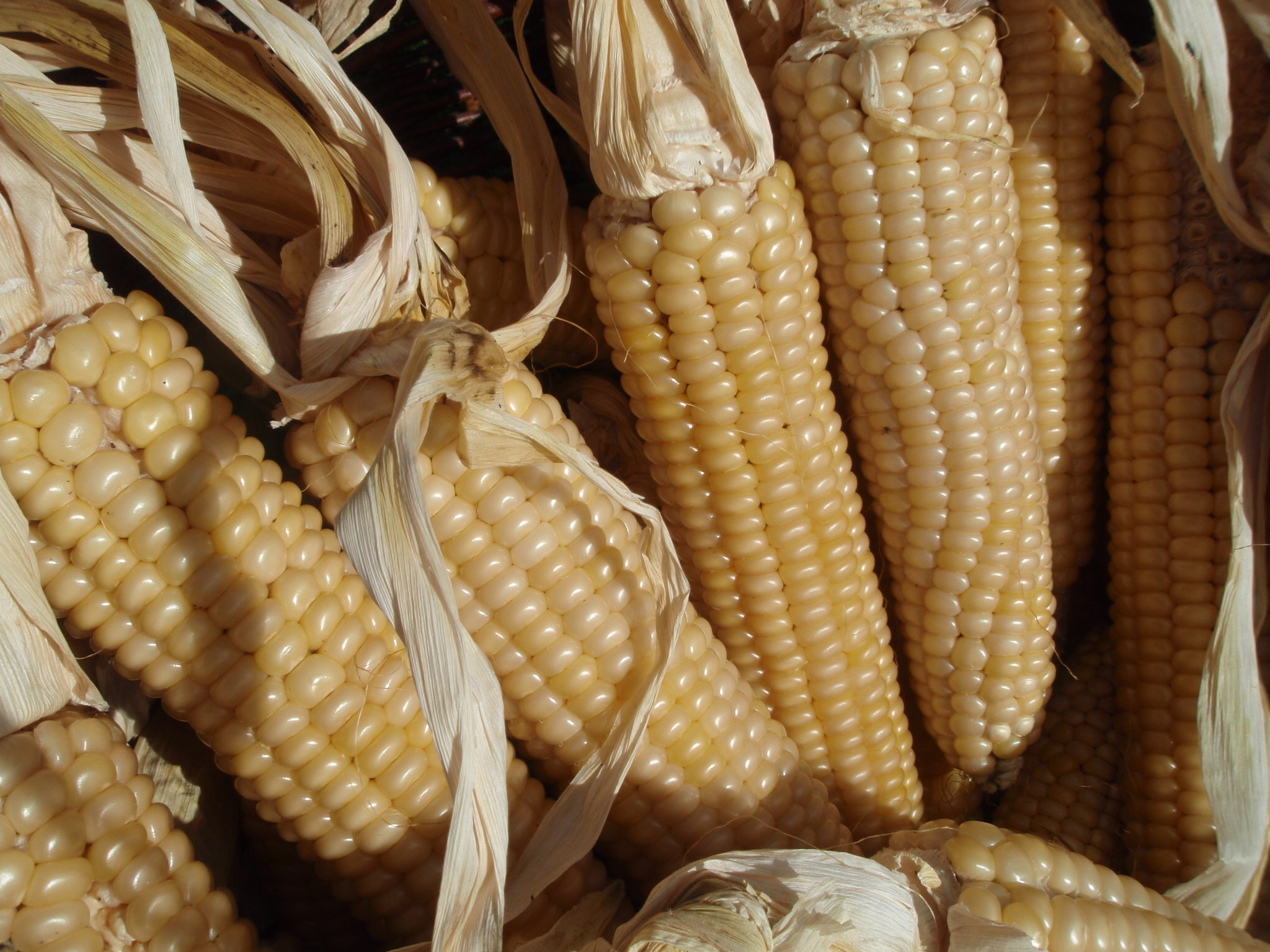
Typischer Riebelmais fertig gebunden zum Aufhängen

Der Kolben des Riebelmais variiert von kurz bis lang, konisch bis zylindrisch. Die Maiskörner sind typischerweise weiß bis goldig in der Schalenfarbe. Die Sicherung der genetischen Ressourcen erfolgt in erster Linie durch einen regelmäßigen Anbau.

### Ansprüche
Riebelmais wächst auf den unterschiedlichsten Bodentypen, wenn genügend Nährstoffe und Feuchtigkeit verfügbar sind.

### Saatgut
Das Saatgut wird selber vermehrt. Als Erhaltungssorte ist der Riebelmais auch bei der Österreichische Agentur für Gesundheit und Ernährungssicherheit GmbH, Institut für Sortenwesen Wien registriert.

### Anbau
Riebelmais fand sich in Vorarlberg praktisch nicht mehr in landwirtschaftlichen Vollerwerbsbetrieben. Der Anbau erfolgte vielmehr über Jahrzehnte im gärtnerischen Maßstab auf kleinen Flächen von 20 bis 200 Quadratmetern für die Selbstversorgung. Aussaat, Düngung, Unkrautbekämpfung, Anhäufeln sowie Ernte fanden früher überwiegend händisch statt. 2007 erfolgte erstmals ein mechanisierter Anbau auf Großflächen. Dieser wurde in den letzten Jahren schrittweise ausgeweitet.
Das Saatbeet darf nicht zu grobschollig sein. Ideal ist eine vorhergehende Bodenbearbeitung mit der Kreiselegge.
Fruchtfolge und Vorkulturen wie Feldfutter (zum Beispiel Kleegras) sind ideal, um den Unkrautdruck zu minimieren. Da aber Mindestabstände zu Silomaisfeldern einzuhalten sind (circa 200 Meter), wird auch mehrere Jahre hintereinander Riebelmais bei ausreichender Düngung auf einem Feld angebaut.
Die Aussaat erfolgt Ende April, spätestens Anfang Mai. Es sollten maximal 7 Pflanzen pro Quadratmeter angebaut werden, damit jeder Kolben ausreifen kann.
Die Maispflanzen werden zweimal pro Jahr (beim Säen und Anfang Juni) mit Wirtschaftsdünger oder handelsüblichem Dünger gedüngt.
Die Unkrautbekämpfung erfolgt sowohl chemisch mit Herbiziden als auch mechanisch durch hacken und anhäufeln.

### Ernte
Die Ernte erfolgt im Herbst (Oktober/November) händisch auf Kleinflächen, auf Großflächen überwiegt die maschinelle Ernte.
Geschätzte 50 Selbstversorger pflücken in Vorarlberg noch heute ihre Kolben händisch, entlieschen (Abziehen der Hüllblätter=Lieschblätter) diese und binden je zwei Kolben zum Trocknen zusammen.
Die maschinell geernteten Maiskörner werden direkt nach der Ernte zu einem Verarbeitungsbetrieb in der nahen Schweiz zur Trocknung, Reinigung und Vermahlung transportiert. Bei der Ernte beträgt der Wassergehalt circa 32 bis 40 Prozent. Für die sichere Lagerung wird auf eine Restfeuchtigkeit von 13 Prozent heruntergetrocknet.

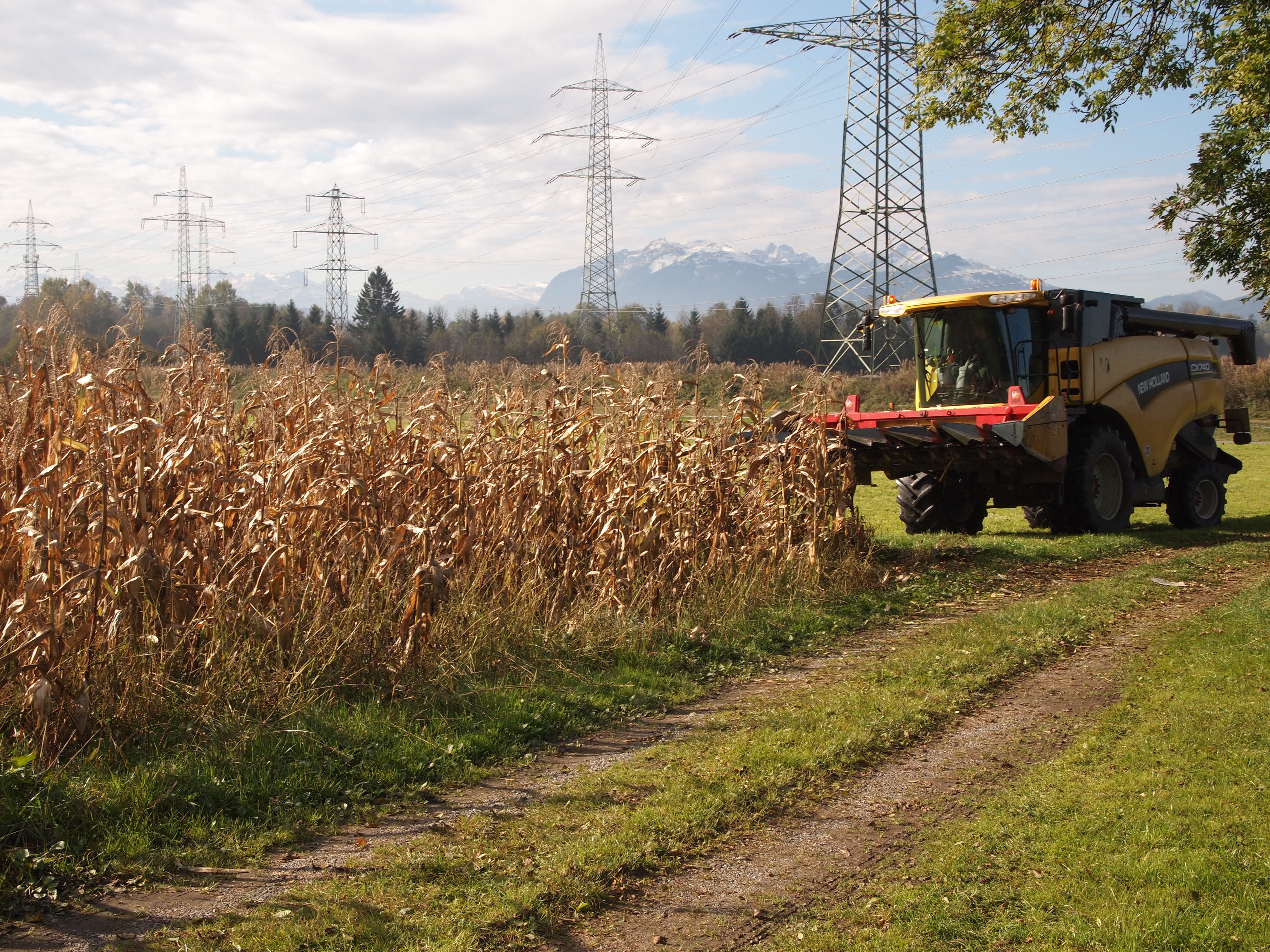
Mähdrescher startet mit der Ernte im Oktober

Im Jahr 2008 wurden circa 3.000 Kilogramm „echter Vorarlberger Riebelmais“ geerntet. Die Zusatzbezeichnung „echt“ soll darauf hinweisen, dass die Saatgut nachvollziehbar aus Vorarlberg stammt und es sich nicht um importierten Weißmais handelt. 2022 stieg die gesamte Erntemenge auf circa 30.000 Kilogramm.
Von 2010 bis 2022 wurden im Schnitt etwa 7 ha Riebelmais in Vorarlberg angebaut. Der Durchschnittsertrag lag bei ca. 3500 kg/ha (Körnergewicht getrocknet auf 13 % TS).

### Weiterverarbeitung
Ende März werden die Körner vom Kolben händisch getrennt („abgerebelt“) und, um einen Befall durch Dörrobstmotten vorzubeugen, luftdicht in Behälter verschlossen.
Die Selbstversorger bringen die Maiskörner erst kurz vor der Verwendung in kleine Lohn- oder Hofmühlen. Bei Kleinstmengen kann auch in eigenen Haushaltsmühlen mit Keimling vermahlen werden. Achtung: Riebelmais ist ein sehr hartes Getreide.
Die Vermahlung erfolgt in der Schweiz in zwei unterschiedlichen Mühlen in Grabs und St. Margrethen. Wir unterscheiden dabei Riebel als den feinen Grieß und Polenta als den groben Grieß. Dieser wird auch als Bramata bezeichnet.

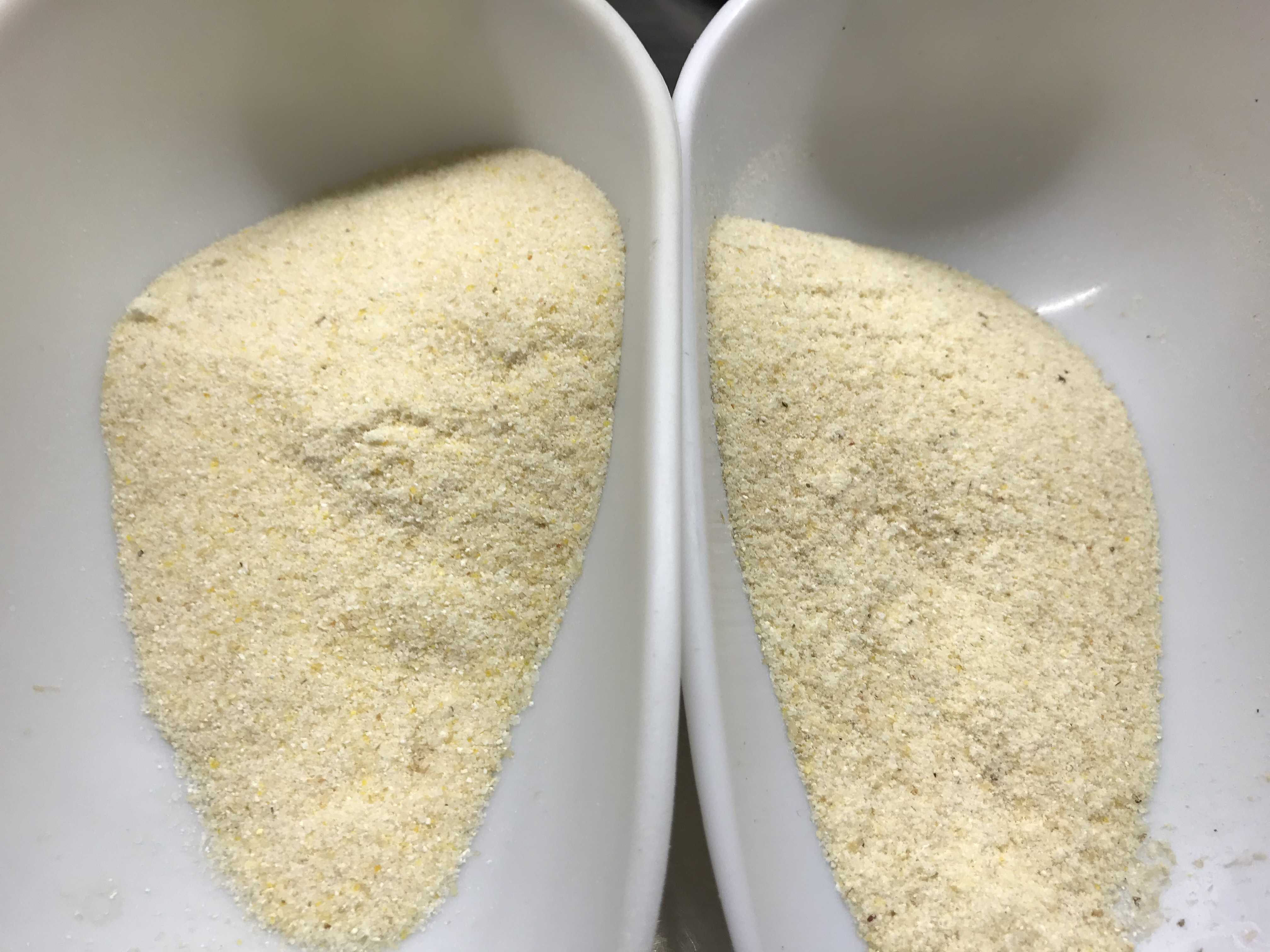

Anschließend wird der Mais wieder zurück nach Vorarlberg gebracht und dort abgepackt. Derzeit wird die Möglichkeit einer inländischen Verarbeitung untersucht.

### Vermarktung
Vorarlberger Riebelmais wird traditionell in erster Linie für die Eigenversorgung (Grieß) sowie zur Saatgutgewinnung zur Eigennachzucht verwendet. Riebelmais und daraus hergestellte Produkte sind seit 2007 das ganze Jahr über wenige regionale Anbieter erhältlich. Inzwischen werden auch Chips und Müsli aus Riebelmais hergestellt. Ein 100 %iger Vorarlberger Riebelmais Whisky ist seit 2014 im Handel.
„Echter Vorarlberger Riebelmais“ wird seit November 2009 wieder über den Lebensmittelhandel vermarktet. Neben einer Vollkornvariante ist auch zertifiziert glutenfreier Riebelmais in gemahlener Form erhältlich.

### Qualitätskontrolle
Der Vorarlberger Riebelmais wird nach strengen Richtlinien erzeugt und von durchgängig kontrolliert. Wichtig dabei sind der regionale Anbau, die Verwendung des gesicherten Saatgutes und eine geringere Saatdichte. Über die Arbeitsgänge und Düngemengen sind Aufzeichnungen zu führen.

### Verwertung
Riebelmaisgrieß wird heute wie früher vorwiegend für die Herstellung von „Riebel“ in unterschiedlichen Variationen verwendet. Die Rezepte wurden über Generationen weitergegeben, wodurch es eine Fülle an verschiedenen Zubereitungsarten gibt. Im unteren Rheintal wird auch „Hafaloab“ (länglich geformter Knödel) traditionell mit Riebelmais hergestellt und als Beilage gegessen.